# Volta a Chiapas
La Volta a Chiapas (en castellà: Vuelta Ciclista Chiapas) fou una cursa ciclista per etapes que es disputà a l'estat de Chiapas, Mèxic, entre el 2008 i el 2011. Inicialment formà part de l'UCI Amèrica Tour amb una categoria 2.2, però el 2010 no formà part del calendari de l'UCI.

## Palmarès
| Any  | Vencedor        | Segon           | Tercer                |
| ---- | --------------- | --------------- | --------------------- |
| 2008 | Gregorio Ladino | Omar Cervantes  | Carlos López González |
| 2009 | Libardo Niño    | Gregorio Ladino | Víctor Niño           |
| 2010 | Mauricio Neisa  | Florencio Ramos | Wilmar Jair Pérez     |
| 2011 | Iván Casas      | Víctor Muga     | Yeison Delgado        |